# Garin de Montaigu

Garin de Montaigu (nicht zeitgenössisches Gemälde)

Garin de Montaigu (auch Guerinus de Monteacuto, Garnius de Mounteagu) war ein Adliger aus Montaigut-en-Combraille in der Auvergne und von 1207 bis 1227/28 der 14. Großmeister des Johanniterordens.
Zu seiner Zeit herrschte ein sehr gutes Verhältnis zum Templerorden. Dort war sein Bruder Pierre/Pedro de Montaigu 1219–1232 Großmeister. Er half dem Königreich Kleinarmenien gegen die Rum-Seldschuken (Sultanat Ikonion).
Garin de Montaigu lehnte die Beteiligung am Albigenserkreuzzug gegen die Katharer ab.
Unter seiner Führung beteiligte sich der Orden am Fünften Kreuzzug gegen die Ayyubiden.